# سرتيتية
سِرتيتِيَّة أو سِرتيتِيَّات هي فصيلة منقرضة من رأسيات القدم الأمونية.